# Marcilla
Marcilla (em castelhano) ou Martzilla (em basco) é um município da Espanha na província e comunidade foral (autónoma) de Navarra. Tem 21,88 km² de área e em 2021 tinha 2 866 habitantes (densidade: 131 hab./km²).

## Demografia
| Variação demográfica do município entre 1991 e 2004 | Variação demográfica do município entre 1991 e 2004 | Variação demográfica do município entre 1991 e 2004 | Variação demográfica do município entre 1991 e 2004 |
| --------------------------------------------------- | --------------------------------------------------- | --------------------------------------------------- | --------------------------------------------------- |
| 1991                                                | 1996                                                | 2001                                                | 2004                                                |
| 2337                                                | 2384                                                | 2548                                                | 2636                                                |